# K. R. Mohanan

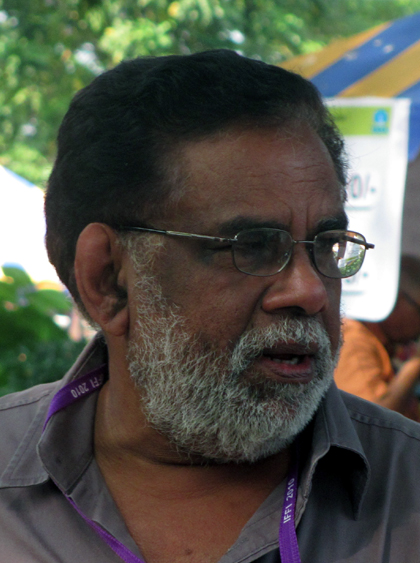
K. R. Mohanan

K. R. Mohanan (Malayalam കെ.ആർ. മോഹനൻ; * 11. Dezember 1947 in Chavakkad, Malabar; † 25. Juni 2017 in Thiruvananthapuram, Kerala) war ein indischer Filmregisseur des Malayalam-Films.

## Leben
Mohanan wurde in einem Küstenort im damaligen Distrikt Malabar (heute Teil des Distrikts Thrissur) der ehemals britisch-indischen Verwaltungseinheit Madras geboren. Er erlangte einen Hochschulabschluss in Zoologie und studierte danach Filmregie an der staatlichen Filmhochschule in Pune. Er war bei der Kerala State Film Development Corporation angestellt und war Autor und Regisseur zahlreicher Dokumentarfilme, darunter The Racing Snakes und The House of God.  Mit den Kurzdokumentationen über einen Kathakali-Perkussionisten Kalamandalam Krishnankutty Poduval (1989) und Visuddha Vanangal (1994) über die Tradition der Schlangenanbetung in Kerala gewann er National Film Awards in der Dokumentarfilmsparte.
Sein Spielfilmdebüt hatte er 1978 mit Ashwathama nach einem an eine Mahabharata-Legende angelehnten Roman von Madampu Kunjukuttan, der auch die Hauptrolle im Film spielte. Für diesen Film erhielt Mohanan einen Kerala State Film Award 1978 für den besten Film. Fast ein Jahrzehnt später erst konnte Mohanan seinen zweiten Spielfilm Purushartham (1987) fertigstellen, mit dem er seinen Status als wichtiger Vertreter des sogenannten Parallelkinos im Malayalam-Film bestätigte. Der Filmtitel bezieht sich auf Purushartha, die nach hinduistischer Ethik erstrebenswerten vier Lebensziele Artha, Kama, Dharma und Moksha. Die Verfilmung der Geschichte einer Witwe, die sich vom Geist ihres verstorbenen Mannes befreien will, wurde mit einem National Film Award als bester Film in Malayalam ausgezeichnet. Auch sein dritter Film Swaroopam (1992) – eine Geschichte über einen Mann, der sich mit Gedankenfluchten in eine mythische Vergangenheit der Realität des Alltags entzieht – mit Sreenivasan in der Hauptrolle erhielt diese gesamtstaatliche Auszeichnung im indischen Film. Alle drei Spielfilme Mohanans produzierte P. T. Kunhi Mohammed.
Von 2006 bis 2011 war K. R. Mohanan Präsident der Kerala State Chalachitra Academy und in dieser Funktion auch Direktor des International Film Festival of Kerala.